# Green Park Stadium
Das Green Park Stadium ist ein Cricket-Stadion in Kanpur, Indien.

## Kapazität & Infrastruktur
Das Stadion hatte eine Kapazität von 32.000 Plätzen und ist mit einer Flutlichtanlage ausgestattet. Die beiden Wicketenden sind das Mill Pavilion End und das Hostel End.

## Internationales Cricket
Das erste Test-Match in diesem Stadion fand im Januar 1952 zwischen Indien und England statt. Seitdem war es Spielstätte zahlreicher internationaler Begegnungen. Das erste One-Day International wurde hier im Dezember 1986 zwischen Indien und Sri Lanka ausgetragen. Beim Cricket World Cup 1987 und beim Cricket World Cup 1996 wurde in dem Stadion jeweils ein Vorrundenspiel ausgetragen. Bekannt ist das Stadion dafür den Batsman einen Vorteil zu liefern. So fielen beispielsweise beim Test der Tour Sri Lankas 1986/87 nur 17 Wickets bei 1096 erzielten Runs. Es ist das einzige indische Test-Stadion das nicht im Besitz des Cricket-Verbandes des örtlichen Bundesstaates ist.

## Nationales Cricket
Im nationalen indischen Cricket ist es das Heimstadion von Uttar Pradesh. In der Saison 2016 und 2017 war es einer der Heimstätten der Gujarat Lions in der Indian Premier League.